# Guillermo Fuenzalida
Guillermo Fuenzalida Fuenzalida (San Fernando, Chile), fue un futbolista chileno.
Jugó como back central y se caracterizó por su tenacidad, luchador de fibra, eficiente y disciplinado, destacando su rechazo en altura. 

## Trayectoria
A los 15 años jugaba en primera del Unión Comercio de Santa Cruz, a los 17 fue seleccionado de Santa Cruz y de todos los equipos de la Región, San Fernando, Rengo, San Vicente de Tagua Tagua, Curicó y Rancagua.
En 1941 ingresó al cuadro joven de Unión Española, al siguiente año la incomprensión de un dirigente hispano lo hizo abandonar el equipo y el fútbol.
En marzo de 1943 ingresó a Colo-Colo, equipo en el que jugará hasta el año 1948. 
En 1946 jugó dos partidos por la Selección de Chile.

## Clubes
| Club           | País  | Año       |
| -------------- | ----- | --------- |
| Unión Española | Chile | 1941-1942 |
| Colo-Colo      | Chile | 1943-1948 |

## Palmarés

### Campeonatos nacionales
| Título                    | Club      | País  | Año  |
| ------------------------- | --------- | ----- | ---- |
| Primera División de Chile | Colo-Colo | Chile | 1944 |
| Campeonato de Campeones   | Colo-Colo | Chile | 1945 |